# ابن الإنسان
ابن الإنسان (بالفرنسية: Le fils de l'homme)‏ هي لوحة تعود للعام 1964 قام برسمها الفنان السريالي البلجيكي رينيه ماغريت.
قام ماغريت برسم تلك اللوحة على أنها بورتريه شخصي وتصور رجلاً يرتدي معطفاً أسوداً وقبعة بولر سوداء مستديرة وربطة عنق حمراء. يقف أمام سور حجري قصير يظهر خلفه البحر وسماء ملبدة بالسحب.
وجه الرجل مغطى بشكل كبير بتفاحة خضراء لكن بالإمكان رؤية جزء من عينيه، كذلك وبالنظر إلى ذراعه اليسرى يبدو الرجل وكأنه ينحني إلى الأمام.
ويقول ماغريت عن هذه اللوحة
انها تخفي الوجه جزئياً على الأقل. كذلك لديك الوجه الظاهر، التفاحة. تخفي الصورة بوضوح لكنها خفية، وجه الشخص. انه أمر يحدث باستمرار. كل شيء نراه يخفي شيئاً آخر، دائما ما نرغب على الدوام في رؤية ما يختفي وراء ما نراه. هناك فضول ما وراء ماهو مخفي وماهو جلي غير ظاهر لنا. هذا الفضول قد يصبح غامراً للغاية، وهو شكل من أشكال الصراع، كما يمكن أن يوصف، بين الظاهر المخفي والظاهر الجلي.
اللوحة حالياً ملك خاص وليست معروضة في أي متحف أو مؤسسة.